# Violent Technologies
Violent Technologies（ヴァイオレントテクノロジーズ）は、日本のヴィーガンストレートエッジバンド。
2015年1月に元POSTIVE OUTLOOK、xTHE BEST DEFENCExのxHIROKAZUx（Dr/Vo）を中心にxGENKIx（Gu）、Takezo（Ba/Vo）により結成される。
当初Ethical Vegan Punk Bandとして活動していたが、2017年2月にTakezo（Ba）が脱退し、xBASHx(Ba)が加入、3月にxKOICHIx（Dr）が加入。それに伴いxHIROKAZUxがヴォーカルに転向し、日本最初のヴィーガンストレートエッジバンドとなる。
2017年９月にxBASHx(Ba)脱退、12月にxYOHEIx(Ba)加入
2017年ホームレス炊き出し支援イベント"HELP HOMELESS WITH VEGN BENTO DONATION"開始。
2018年4月xKOICHIx(Dr)脱退
2018年5月YUKINO(Ba)加入（サポート）それに伴いxYOHEIxがドラムに転向。
2019年３月活動休止
2017年4月にファーストデモ『Demo 2017』をリリース。
2019年３月にセカンドデモ『Demo 2019』をリリース。
| スタブアイコン | サブスタブ | この項目は、まだ閲覧者の調べものの参照としては役立たない、音楽関係者（バンド等）に関連した書きかけの項目です。この項目を加筆・訂正などしてくださる協力者を求めています（P:音楽/PJ:芸能人）。 |